# 猴猴族
猴猴族為台灣原住民，平埔族群之一。聚居於宜蘭縣蘇澳鎮龍德里一帶。 根據伊能嘉矩的調查，猴猴族是被噶瑪蘭族所同化消失。目前位於蘇澳鎮北方，新城溪北岸的龍德、頂寮，舊名猴猴，為龍德工業區所在地，此為宜蘭縣內最大的工業區。

## 歷史
猴猴族首次出現於馬偕日記。馬偕在1892年5月14日的日記中，記載了這個族群。
猴猴族起源不詳，不屬現有的高山原住民族、亦不屬平埔原住民族。馬偕牧師根據當地人的傳說，推測他們是來自東南海域的馬來人後代，經航海來到台灣。最初他們與泰雅族混居，後因發生糾紛，猴猴族遷移到南方澳地區，又遭逢瘧疾。在馬偕牧師時代，只剩下11戶。
台灣語言學家李壬癸主張猴猴族在公元前200年從東南亞遷移到馬紹爾群島和加羅林群島，並在公元1000年左右到達台灣東海岸。

## 文化

### 喪葬
葬亡故者的方式是在地上挖洞，亡者坐著，旁邊放著他的器具、菸草和菸斗。當墓穴快要蓋滿時，所有家屬要立刻奔跑回去家中哭泣。

### 獵首
猴猴族在1870年代仍有出草行為，他們會將30 天左右遭殺害的人頭放置在敵首棚上，用青葉盛飯祭祀；受到敵對部落攻擊時會將頭骨裝上金飾掛在門上，以警示部落老婦勿進入近旁的山中。

### 服飾
猴猴族會穿著開襟短丈無袖上衣和披肩，
大致上與噶瑪蘭族相差無異。不同的是，直到1860年代，猴猴族不分男女，夏季仍習於赤裸上身，僅圍一條遮陰布。

## 傳說
月亮上的黑點：有個 6 歲的孩子被原住民砍頭（另有一說，是一位 66 歲名叫 A-pi Lu-kit 的年老婦人），於是這個少年就此消逝。他的雙親就請求月亮（Ku-lan）降下來帶走這個沒有頭的孩子的衣服，於是他們都飛上天成為神仙，全天下的人都能夠看到並了解他們的煩惱。

## 外部連結
- 中央研究院民族學數位典藏
- 中央研究院語言學研究所 （页面存档备份，存于）
- 猴猴族 （页面存档备份，存于）
- 清代宜蘭猴猴人遷徙與社會文化的考察